# Synagogue de Schirmeck
La synagogue de Schirmeck est un monument historique situé à Schirmeck, dans le département français du Bas-Rhin.

## Localisation
Ce bâtiment est situé dans la rue des Écoles, à Schirmeck.

## Historique
L'édifice fait l'objet d'une inscription sur l'inventaire supplémentaire des monuments historiques par arrêté du 12 juin 1999,. 
1860 marque l’arrivée des premiers Juifs à Schirmeck et dans ses environs (communes de La Broque et de Wisches, au total 88 personnes au recensement de 1882). Ils viennent du Piémont des Vosges. Avant cette date, aucun Juif ne semble avoir résidé dans la haute vallée de la Bruche, même si des colporteurs juifs fréquentaient de manière assidue la vallée de la Bruche.
La famille, juive, des Simonin, est la première à s’installer en provenance de Thann. Elle comprend Camille Simonin, futur maire de la ville, bienfaiteur de la synagogue, et député du Bas-Rhin de 1919 à 1924. Dans les trente ans qui suivent ces arrivées, un cimetière juif est aménagé rue du Douar, contigu au cimetière chrétien, tandis que les inhumations avaient également lieu à Romanswiller. La plus ancienne tombe date de 1898. Le cimetière contient 48 tombes  et sera profané et dégradé au moins deux fois, en 1905 et en 1907.
La communauté israélite de Schirmeck fut rattachée au rabbinat d’Epinal puis, à partir de 1874, à celui de Mutzig.
Wisches disposait d’un oratoire, fermé avant 1900. La communauté israélite de Schirmeck s'était également dotée d’un premier petit lieu de culte. Peut-être était-il considéré comme incommode, puisque le Kaiser (Empereur) Guillaume II lui-même accorda, en septembre 1907, 7000 marks de subvention pour la construction d’un édifice – l’Alsace étant allemande après la guerre de 1870.
Si les fidèles juifs ont uniquement besoin d’un lieu de réunion pour se retrouver et prier ensemble, n’importe quelle pièce d’habitation faisant l’affaire, les communautés juives aspirent dans la seconde moitié du XIXe siècle à être « comme les autres» et vont se doter de synagogues de plus en plus monumentales, visibles.
Le terrain pour édifier la synagogue de Schirmeck fut fourni par Camille Simonin. Deux ans plus tard la synagogue était achevée sur les plans (1906) des architectes strasbourgeois David Falk et Emile Wolf et quelque 78 personnes allaient pouvoir célébrer bar mitzvah, mariages et prier. La veille de la cérémonie d’inauguration, en juillet 1909, une soirée culturelle fit la part belle à un chanteur d’opéra du théâtre de Mulhouse, L. Loeb. Le lendemain, un dernier culte fut célébré dans l’ancienne synagogue et les Juifs de Schirmeck (70 personnes au recensement de 1910) se dirigèrent vers la nouvelle synagogue, où un premier office de prière se déroula au cours duquel le rabbin Goldstein de Mutzig prit la parole. Cette journée se termina par un bal.
Jusqu’en 1940, la communauté fut en activité (35 personnes au recensement de 1936). À partir de 1946 , elle alla décroissant (25 personnes au recensement de 1953) pour ne plus recevoir après 1978 que les enfants de la colonie de vacances Henry Lévy, (industriel, homme politique, juif engagé, homme d’ouverture ayant œuvré pour le monument aux morts de Strasbourg, place de la République),,.

## Architecture

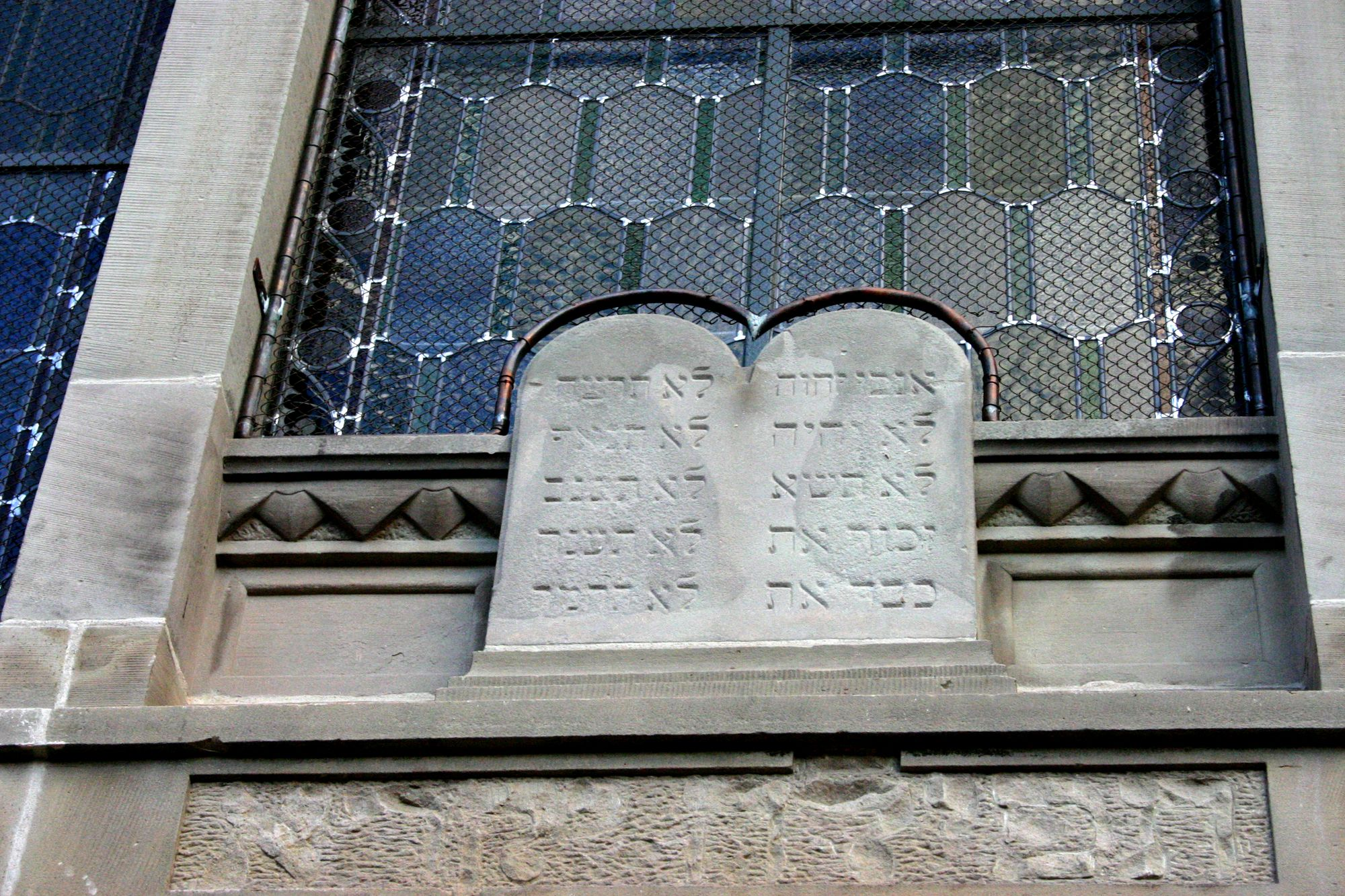
Tables de la Loi sur la façade de l'édifice

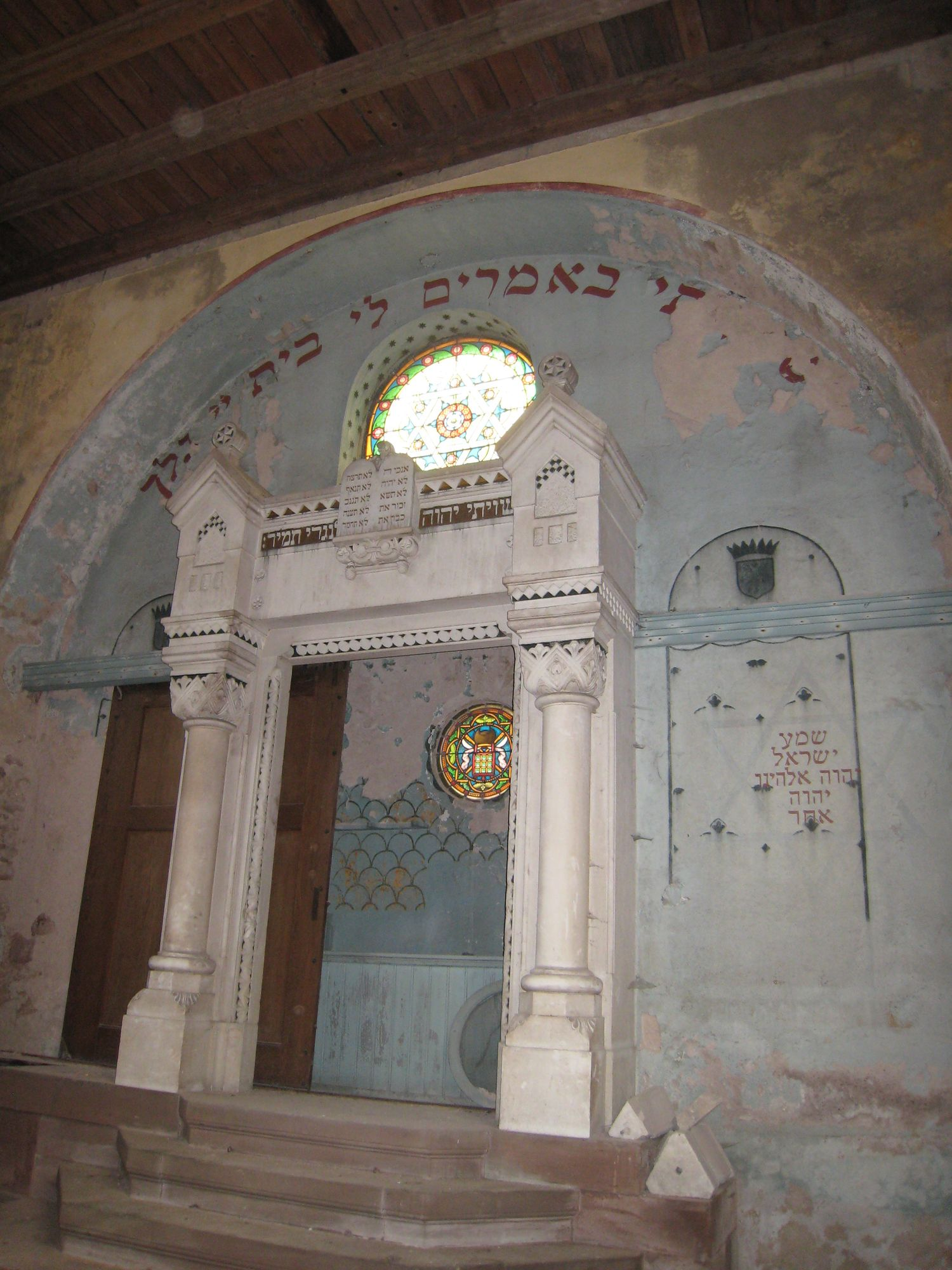
Arche Sainte sur le mur oriental de la salle de prière

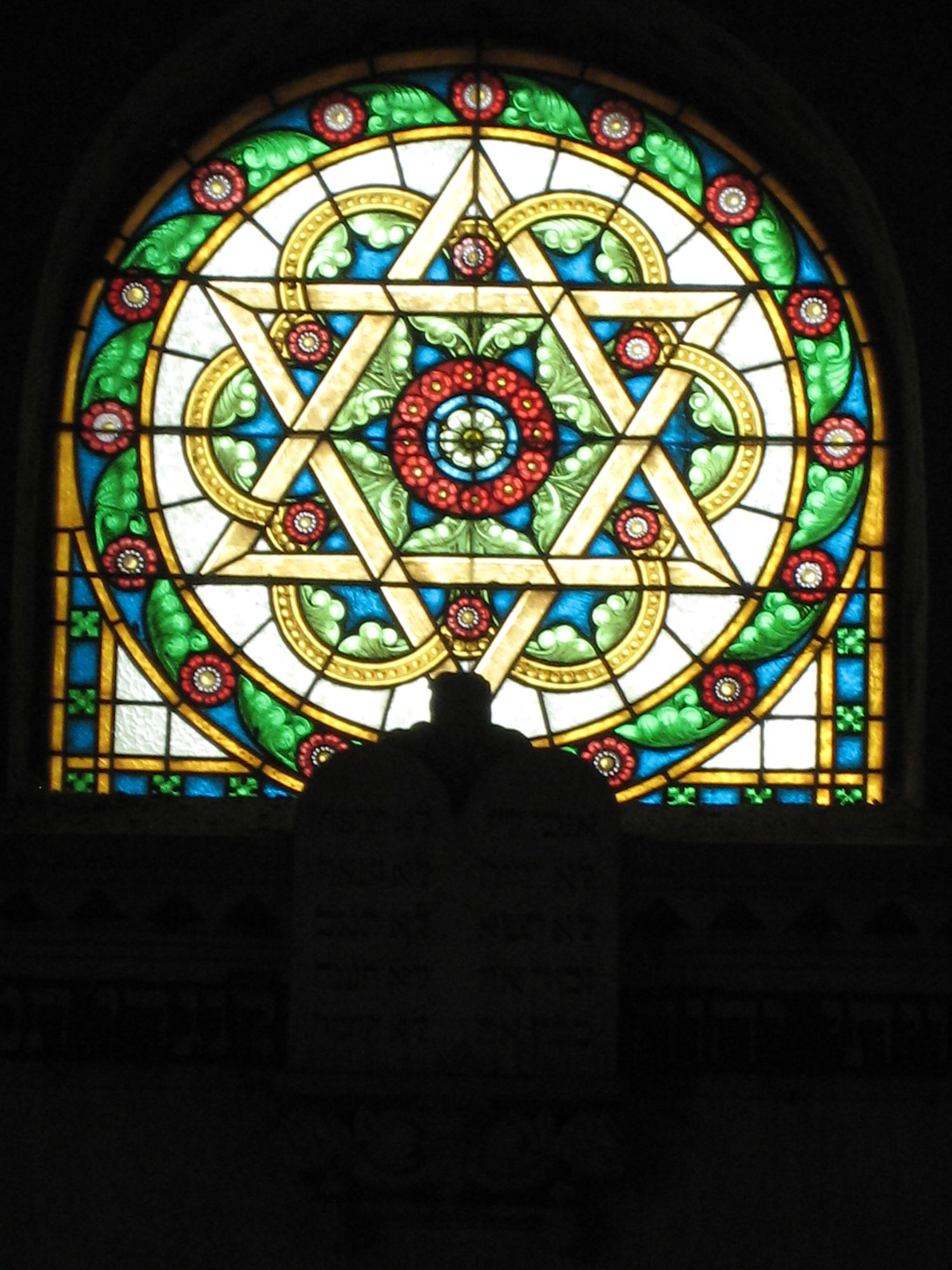
Vitrail situé au-dessus de l'Arche Sainte

La synagogue actuelle, construite entre 1906 et 1909, est l’œuvre des architectes strasbourgeois David Falk et Emile Wolf.
La synagogue est construite en moellons de grès enduit et modénature dans la même pierre. Elle est couverte d'une toiture en tuile plate. La parcelle est close au niveau de la rue, par une clôture en pierre de taille et fer forgé. Le bâtiment, de plan centré, se compose d'un vaisseau unique, plafonné et éclairé au nord et au sud par deux grandes baies de type thermal.  
Deux Tables de la Loi, appelées aussi Tables de l’Alliance, symbole religieux juif de référence en Europe, sont visibles sur la façade. Depuis un siècle et demi, elles sont généralement présentes sur la façade des synagogues et indiquent la destination de l’édifice. Des inscriptions en hébreu, à lire de droite à gauche, signifient  le début de chacun des Dix commandements. 
L'Arche sainte hors-œuvre contre le mur-pignon nord possède un petit oculus et est surmontée d'une baie cintrée. Le vestibule donne accès à la salle de prière, ainsi qu'à un escalier menant à une petite tribune, éventuellement conçue pour accueillir un chœur et peut-être un orgue.. 
Le bâtiment est, à l’instar des autres synagogues bâties à partir de 1860, construit sur un plan basilical. À l’intérieur, l’officiant s’y plaçait à l’est de la pièce, où il disait les prières à l’avant des fidèles et devant un pupitre, face à l’Arche Sainte ou Aron haKodesh. L'Arche Sainte, armoire aménagée dans le mur oriental, abritait les rouleaux de la Torah (Pentateuque). Ces rouleaux de la Torah ou Sifré Torah, manuscrits sur parchemin, étaient sortis et lus pour partie devant les fidèles si un quorum de dix hommes de plus de 13 ans était réuni. 
On note la présence d’un harmonium, qui atteste d’offices de prière proches du judaïsme libéral, puisque la présence d’un orgue ou autre instrument de musique est exclue par les Juifs de stricte observance.
Autre marque d’un bâtiment sous le signe d’une volonté d’intégration, les femmes y sont proches des hommes. La séparation des hommes et des femmes dans une synagogue doit empêcher tout contact physique ou verbal lors de la prière. Ici, la solution adoptée, assez rare, consiste à mettre les femmes sur le côté. La hauteur de la séparation (1,5 m côté hommes) est considérée comme suffisante par les rabbins. Les femmes sont en hauteur, ce qui leur permet de bien voir et entendre.

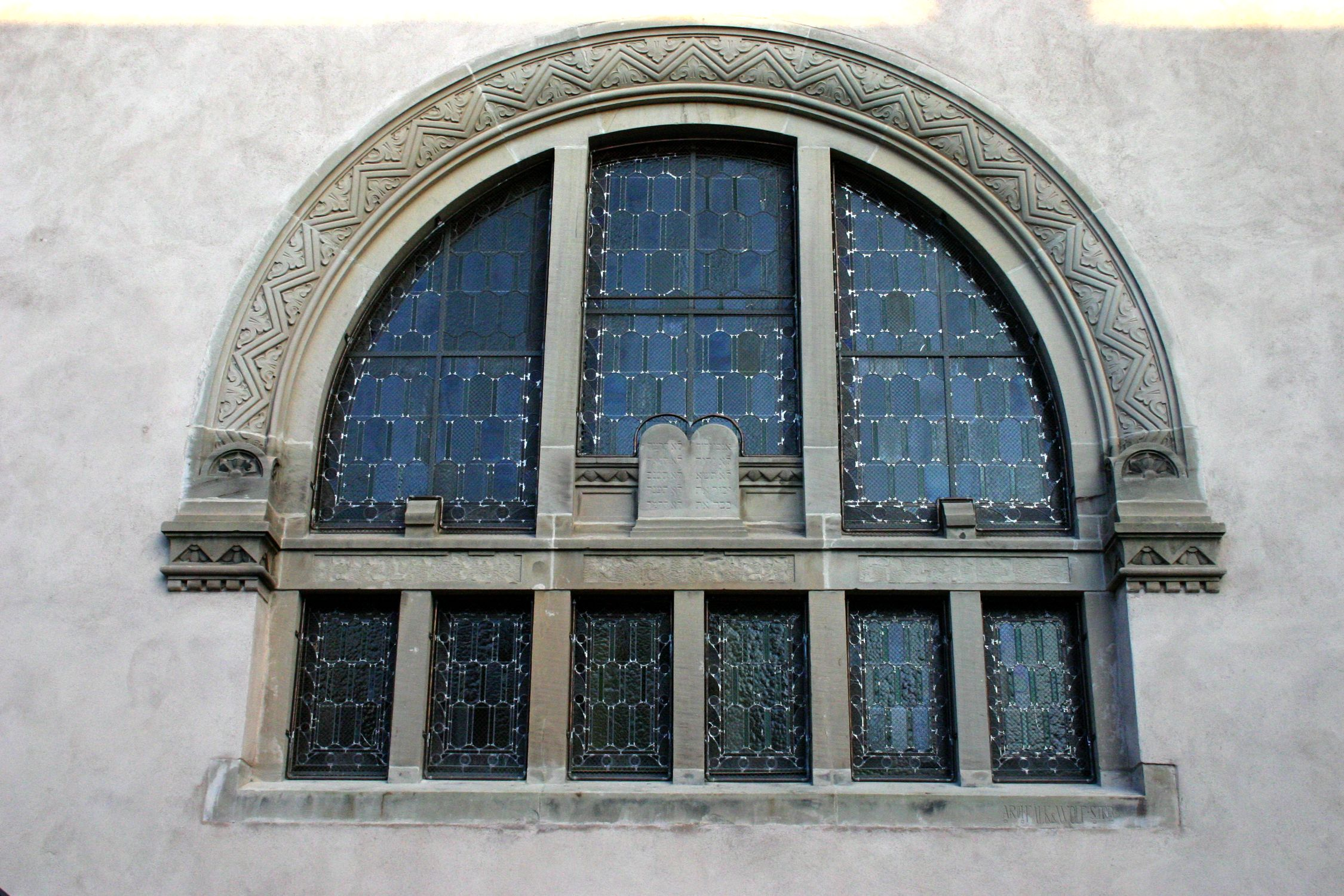
Baie de type thermal en façade

### La restauration de la synagogue
Le bâtiment, très endommagé, est restauré à la fin de la guerre de 1939-1945. Le culte peut à nouveau y être célébré en 1946 par Fernand Bloch, ministre-officiant et président des communautés juives de la vallée de la Bruche. Le mobilier d’origine a été conservé. Après cette rénovation, la synagogue se dégrade de nouveau car sa toiture n’est pas adaptée aux intempéries. La charpente menace ruine. Des infiltrations apparaissent. Une intervention provisoire a lieu dans les années 1980. Le 6 décembre 1999, le Ministère de la Culture et de la Communication inscrit la synagogue sur l’inventaire des monuments historiques.  
Une restauration complète des toitures et façades, incluant les vitraux a lieu en 2007, 2011 et 2014 avec le soutien de l'opération "Engagés pour le patrimoine", prix décernés par les ministères de la Cohésion des territoires et de la Culture, et par la Fondation du patrimoine.